# 道の駅かまえ
道の駅かまえ（みちのえき かまえ）は、大分県佐伯市にある国道388号の道の駅である。

## 施設
- 駐車場
  - 普通車：96台
  - 大型車：5台
  - 身障者用：2台
- トイレ（いずれも24時間利用可能）
  - 男：大 2器、小 8器
  - 女：7器
  - 身障者用：1器
- 公衆電話
- 公衆FAX
- 物産館「きらり蒲江館」（10:00 - 17:30）
- レストラン「海鳴り亭」（10:30 - 17:00）

### 管理団体
- 株式会社かまえ町総合物産サービス

## 休館日
- 12月31日 - 1月1日

## アクセス
- 国道388号 - 登録路線
  - 大分県道37号佐伯蒲江線
  - E10東九州自動車道（19 蒲江IC）

国道388号と大分県道37号佐伯蒲江線との交点に位置する。
佐伯市コミュニティバスが乗り入れている。

## 周辺
- 蒲江湾
- 河内川
- 佐伯市蒲江振興局
- 大分県マリンカルチャーセンター
- かまえインターパーク